# Municipio de Jalpa
El municipio de Jalpa es uno de los 58 municipios del estado mexicano de Zacatecas. Su cabecera es la localidad de Jalpa. En la época colonial se le conoció como «Santiago de Xalpa», ya comenzada la guerra de Independencia de México cambió a «Jalpa Mineral» o «el Mineral de Jalpa» por las minas que se encontraban en este municipio, al hacerse municipio se le denominó simplemente «Jalpa».

## Geografía
Jalpa cuenta con una extensión de territorial de 733 km² y con un porcentaje del 0.97% de la superficie del estado de Zacatecas.
| Parámetros climáticos promedio de Jalpa, Zacatecas (1418 msnm) normales 1991–2020 | Parámetros climáticos promedio de Jalpa, Zacatecas (1418 msnm) normales 1991–2020 | Parámetros climáticos promedio de Jalpa, Zacatecas (1418 msnm) normales 1991–2020 | Parámetros climáticos promedio de Jalpa, Zacatecas (1418 msnm) normales 1991–2020 | Parámetros climáticos promedio de Jalpa, Zacatecas (1418 msnm) normales 1991–2020 | Parámetros climáticos promedio de Jalpa, Zacatecas (1418 msnm) normales 1991–2020 | Parámetros climáticos promedio de Jalpa, Zacatecas (1418 msnm) normales 1991–2020 | Parámetros climáticos promedio de Jalpa, Zacatecas (1418 msnm) normales 1991–2020 | Parámetros climáticos promedio de Jalpa, Zacatecas (1418 msnm) normales 1991–2020 | Parámetros climáticos promedio de Jalpa, Zacatecas (1418 msnm) normales 1991–2020 | Parámetros climáticos promedio de Jalpa, Zacatecas (1418 msnm) normales 1991–2020 | Parámetros climáticos promedio de Jalpa, Zacatecas (1418 msnm) normales 1991–2020 | Parámetros climáticos promedio de Jalpa, Zacatecas (1418 msnm) normales 1991–2020 | Parámetros climáticos promedio de Jalpa, Zacatecas (1418 msnm) normales 1991–2020 |
| Mes                                                                               | Ene.                                                                              | Feb.                                                                              | Mar.                                                                              | Abr.                                                                              | May.                                                                              | Jun.                                                                              | Jul.                                                                              | Ago.                                                                              | Sep.                                                                              | Oct.                                                                              | Nov.                                                                              | Dic.                                                                              | Anual                                                                             |
| --------------------------------------------------------------------------------- | --------------------------------------------------------------------------------- | --------------------------------------------------------------------------------- | --------------------------------------------------------------------------------- | --------------------------------------------------------------------------------- | --------------------------------------------------------------------------------- | --------------------------------------------------------------------------------- | --------------------------------------------------------------------------------- | --------------------------------------------------------------------------------- | --------------------------------------------------------------------------------- | --------------------------------------------------------------------------------- | --------------------------------------------------------------------------------- | --------------------------------------------------------------------------------- | --------------------------------------------------------------------------------- |
| Temp. máx. abs. (°C)                                                              | 35                                                                                | 41                                                                                | 46                                                                                | 41                                                                                | 43                                                                                | 44                                                                                | 43                                                                                | 45                                                                                | 45                                                                                | 43                                                                                | 43                                                                                | 42                                                                                | 46                                                                                |
| Temp. máx. media (°C)                                                             | 27.1                                                                              | 29.4                                                                              | 32.3                                                                              | 34.4                                                                              | 35.9                                                                              | 34.1                                                                              | 30.6                                                                              | 30.9                                                                              | 30.3                                                                              | 30.8                                                                              | 29.4                                                                              | 27.7                                                                              | 31.1                                                                              |
| Temp. media (°C)                                                                  | 15.7                                                                              | 17.7                                                                              | 19.9                                                                              | 22.2                                                                              | 24.6                                                                              | 25.5                                                                              | 23.2                                                                              | 23.1                                                                              | 22.6                                                                              | 21.3                                                                              | 18.4                                                                              | 16.4                                                                              | 20.9                                                                              |
| Temp. mín. media (°C)                                                             | 4.3                                                                               | 6.0                                                                               | 7.5                                                                               | 9.9                                                                               | 13.2                                                                              | 16.9                                                                              | 15.8                                                                              | 15.4                                                                              | 15.0                                                                              | 11.8                                                                              | 7.5                                                                               | 5.0                                                                               | 10.7                                                                              |
| Temp. mín. abs. (°C)                                                              | -5.5                                                                              | -3                                                                                | -2                                                                                | 1.5                                                                               | 5                                                                                 | 5                                                                                 | 6                                                                                 | 4                                                                                 | 4                                                                                 | 0.5                                                                               | -3.5                                                                              | -6.5                                                                              | -6.5                                                                              |
| Precipitación total (mm)                                                          | 22.7                                                                              | 13.9                                                                              | 5.4                                                                               | 2.9                                                                               | 10.8                                                                              | 112.5                                                                             | 181.0                                                                             | 150.5                                                                             | 108.1                                                                             | 36.4                                                                              | 10.8                                                                              | 12.1                                                                              | 667.1                                                                             |
| Fuente: Servicio Meteorológico Nacional                                           |                                                                                   |                                                                                   |                                                                                   |                                                                                   |                                                                                   |                                                                                   |                                                                                   |                                                                                   |                                                                                   |                                                                                   |                                                                                   |                                                                                   |                                                                                   |

### Carreteras principales
- Carretera Federal 54
- Carretera Federal 70

### Municipios adyacentes
- Municipio de Huanusco – norte
- Municipio de Teocaltiche Jalisco – este
- Municipio de Nochistlán de Mejía – este
- Municipio de Apozol – sur
- Municipio de Santa María de la Paz – oeste
- Municipio de Tepechitlán – oeste
- Municipio de Tlaltenango de Sánchez Román – oeste

### Época de Independencia

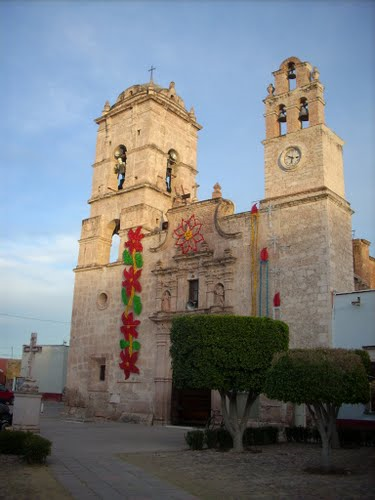

## Localidades

### Ciudades
- Jalpa (cabecera municipal)